# Петухов, Юрий Александрович
Юрий Александрович Петухов (19 февраля 1960, Минск, Белорусская ССР, СССР) — футбольный вратарь, тренер вратарей. Мастер спорта Беларуси. Тренерские категории: А — вратарская РФС, В — вратарская UEFA, C — общая UEFA.

## Биография

### Карьера игрока
Воспитанник СДЮШОР-5, г. Минск. Первый тренер — Вячеслав Николаевич Автушко.
По окончании спортшколы в дубль минского «Динамо» не попал и поступил на стационар географического факультета БГУ. Играл в университетской команде, где его приметил белорусский тренер Геннадий Глеб. Вскоре он его пригласил играть за минское «Торпедо» в чемпионате БССР, а через год дал добро на переход в «Спартак» (Семипалатинск). В Казахстане провел 2 года, после чего получил приглашение переехать в Харьков, в клуб высшей лиги «Металлист».
В харьковском клубе провёл 3 сезона, однако сыграл за основной состав лишь 3 игры. Основную часть времени он числился в фарм-клубе «Металлиста» «Маяк», где он «проходил» службу в армии. Тем не менее, одна из 3-х игр, проведенных в высшей лиге, стала для Петухова исторической — именно в его ворота в 1985 году забил свой юбилейный, 200-й мяч в высшей лиге, Олег Блохин.
Во 2-й половине 80-х играл за Днепр (Могилёв), где был капитаном каманды. В 1990 играл за Согдиану.
Заканчивал карьеру игрока в Словакии в клубе «Локомотив» (Кошице), с которым заключил контракт на 2,5 года. Однако в итоге отыграл только 1,5 года — после травмы колена и удаления 2-го мениска, решил завершить выступления. В Словакии оставался ещё на два года, работал в коммерческой сфере, после чего в 1994 вернулся в Минск.

### Карьера тренера
В 1995 занялся тренерской работой, специализируется на подготовке вратарей.
В 1995-96 работал в клубе «Атака» (Минск), в 1997—2004 — в БАТЭ. При этом возобновил выступления — играл в мини-футбольной команде «Вераса» (Несвиж), с которым стал обладателем Кубка и бронзовым призёром чемпионата Беларуси по мини-футболу.
С 2006 года — в России, тренировал вратарей клубов Москва и ФК «Химки». В 2010 работал в ЦПЮФ «Москва» им. Валерия Воронина, в 2011 — с дублем московского «Локомотива».
Четыре года работал с голкиперами национальных сборных Беларуси: в 2004 и 2005 — молодёжной, в 2006 и 2007 — главной национальной команды.
Среди его воспитанников Юрий Жевнов, Антон Амельченко, Василий Хомутовский.
Сын Александр — профессиональный футболист, вратарь.